# Paralarinia denisi
Espèce
Synonymes
- Larinia denisi Lessert, 1938

Paralarinia denisi est une espèce d'araignées de la famille des Araneidae.

## Distribution
Cette espèce est endémique du Congo-Kinshasa.

## Publication originale
- Lessert, 1938 : Araignées du Congo belge (Première partie). Revue de Zoologie et de Botanique Africaines, vol. 30, p. 424-457.